# نبرد نخست ایپر
نبرد اول ایپر (فرانسوی: Première Bataille des Flandres‎) نبردی در خلال جنگ جهانی اول بود، که در جبهه غربی در اطراف شهر ایپر، در منطقه فلاندر غربی، بلژیک انجام شد. این نبرد بخشی از نبرد اول فلاندر بود، که در آن ارتش آلمان، فرانسه، نیروی زمینی بلژیک و نیروی اعزامی بریتانیا، از ۱۰ اکتبر تا اواسط نوامبر از آراس در فرانسه تا نیوپر در سواحل بلژیک جنگیدند. نبرد اول ایپر در نهایت بدون نتیجه در تاریخ ۲۲ نوامبر ۱۹۱۴ به‌پایان رسید.